# Mark Pierre Vorkosigan
Mark Vorkosigan es un personaje de la serie de Miles Vorkosigan, escrita por Lois McMaster Bujold.
Mark es el hermano-clon de Miles Vorkosigan, cinco años más joven que él. Fue encargado a un criadero de clones de Jackson's Whole por unos terroristas komarreses dirigidos por Ser Galen con la intención de matar a Miles y suplantar su personalidad, y a través del asesinato de su familia, llegar a convertirse en Emperador de Barrayar (ya que según algunos, Aral Vorkosigan, padre de Miles, es por parte de madre el heredero más próximo del Emperador Gregor Vorbarra) y desde esa posición promover el caos. Para lograr el parecido perfecto a Miles, cuyo cuerpo es el resultado de un daño teratogénico, no genético, el crecimiento de Mark fue manipulado, y cada cicatriz y rotura de los frágiles huesos de Miles, reproducida sobre los huesos sanos del clon. Se le obligó, así mismo, a mantenerse tan delgado como Miles, a pesar de su distinto metabolismo. Todos estos abusos ocasionan en Mark secuelas psicológicas evidentes.
Desbaratada la conspiración y muerto Ser Galen, los compañeros de Miles le instan a matar a su clon. Miles, gracias a su educación, marcada por su madre betana, rechaza infligirle ningún daño (en la Colonia Beta un clon suyo podría considerarse legalmente como su hijo, o como elige Miles, su hermano). No sólo eso, sino que le insta a ir con el a Barrayar como parte de la familia Vorkosigan. El clon recibe de Miles el nombre de Mark Pierre Vorkosigan, resultado del patronímico tradicional barrayarés para el segundo hijo. Como hijo no heredero del Condado, en Barrayar se dirigirían a él como Lord Mark (ver Hermanos de armas).
Mark rehúsa acompañar a Miles (Ser Galen se había convertido para él en una figura de padre-torturador) y se marcha. Unos años después reaparece, y se infiltra en la Flota de Mercenarios Libres Dendarii como el Almirante Naismith, el alter ego de Miles Vorkosigan. Su intención es valerse de los Dendarii para liberar a un grupo de clones de Jackson's Whole y salvarlos de su final como receptores del cerebro de su "amo" (una práctica muy común entre los jacksonianos adinerados que les otorga poco menos que la inmortalidad). El propio Miles ya se había infiltrado en uno de esos laboratorios en el pasado para rescatar a Taura, una joven modificada genéticamente que más tarde se convertirá en una de sus Dendarii. Miles se entera de la operación y acude a ayudar a los Dendarii. Los clones consiguen ser rescatados, pero Miles muere tras el impacto de una granada de agujas.
El cuerpo de Miles, que consigue ser criogenizado por uno de sus mercenarios a tiempo, desaparece en Jackson's Whole. Durante su búsqueda, Mark es enviado a Barrayar en la incómoda situación de heredero de Miles. Mark convence a Cordelia Vorkosigan, la Condesa, para que le permita dirigir una misión de rescate. Capturado por el Barón Ryoval (quien le cree el Almirante Naismith, al que guarda un profundo odio desde la misión en la que salvó a Taura), que lo somete a tortura física, sexual y mental, desarrolla una división de personalidad que le permite sobrevivir a los abusos. Su personalidad múltiple está compuesta por sujetos con nombre propio, cada una de las cuales se hace cargo de un aspecto de su psique (la gula, la sexualidad, el masoquismo y el instinto asesino, que mantienen a salvo a "Lord Mark"). Ryoval, que cree haber destruido por completo la mente de Mark, baja la guardia, y Mark (o más bien su personalidad "Asesino") aprovecha para matarlo y liberarse. Mark, ahora poseedor de los bienes de Ryoval, le vende el 90% a Fell, el rival del Barón. Mark dedica el dinero obtenido y la firma de bio-investigación que conserva a la lucha contra la cría de clones (ver Danza de espejos)
Resucitado Miles, Mark viaja a la Colonia Beta para ser sometido a un tratamiento psicológico que le permita controlar las secuelas de la tortura de Ryoval, además de estudiar economía. Para distinguirse de Miles, Mark se permite engordar hasta alcanzar un peso grotesco, aunque más adelante decide adelgazar hasta quedarse sólo un poco más relleno que Miles (usando para ello unas drogas desarrolladas por su empresa de bio-investigación que le permiten perder peso de forma vertiginosa).
En la Colonia Beta, Mark conoce a Kareen Koudelka, la hija menor de los mejores amigos de los Condes Vorkosigan, por la que se siete atraído y comienza un romance. Su relación se ve limitada al regresar a Barrayar cuando los padres de Kareen se enteran, durante la famosa y desastrosa cena de Miles, de que ambos han mantenido relaciones sexuales (y de que Mark fue con ella al Orbe). La Condesa Vorkosigan finalmente decide intervenir y concierta un compromiso entre los dos.
Mark tiene talento para los negocios, como demostró en Jackson's Whole. Su última aventura financiera (ver Una campaña civil) versa sobre su descubrimiento de Enrique, un científico que ha creado un nuevo insecto llamado cucaracha mantequera, que produce una substancia altamente nutritiva que Mark quiere introducir en el mercado. Los insectos, inicialmente de aspecto repugnante, son rediseñados por Enrique conforme a los diseños de Ekaterin Vorsoisson y rebautizados como "Insectos Gloriosos". Los nuevos insectos no producen el rechazo de las cucarachas mantequeras, y una receta a base de dicha substancia (desarrollada por Ma Kosta, la talentosísima cocinera de Miles) comienza a ser comercializada con gran éxito.
- Datos: Q10751580